# لری بوکشن
لری بوکشن (به انگلیسی: Larry Bucshon) نمایندهٔ حوزه انتخابیه هشتم ایندیانا از حزب جمهوری‌خواه ایالات متحده آمریکا در مجلس نمایندگان ایالات متحده آمریکا است که برای نخستین‌بار در ۹ ژانویه ۲۰۱۱ میلادی به‌عضویت این مجلس درآمد.